# Sandwell
Sandwell è un borgo metropolitano delle West Midlands (Inghilterra) con sede ad Oldbury.
Il distretto fu creato il 1º aprile 1974, con il Local Government Act 1972, dalla fusione dei precedenti county borough di Warley e West Bromwich.

## Località
- Bearwood, Blackheath, Brandhall
- Cradley Heath
- Dudley Port
- Charlemont and Grove Vale, Guns Village
- Hamstead, Hill Top, Horseley Heath
- Great Barr
- Langley Green
- Oakham, Ocker Hill, Oldbury, Old Hill
- Princes End
- Rowley Regis
- Sandwell, Smethwick, Summer Hill
- Tipton, Tividale
- Warley, Wednesbury, West Bromwich
- Yew Tree
- Cape Hill
- Uplands
- Albion Estate
- Londonderry
- Rood End